# Adblock Plus
Adblock Plus – rozszerzenie dla przeglądarek internetowych umożliwiające blokowanie wyświetlania reklam.
Adblock Plus istnieje w wersjach dla przeglądarek Firefox (najczęściej pobierany), Google Chrome, Safari, Internet Explorer, Opera, dla systemu Android oraz dla klienta poczty elektronicznej Mozilla Thunderbird.

## Historia
Projekt dodatku Adblock rozpoczął w 2002 roku Henrik Aasted Sørensen. W 2005 członek społeczności użytkowników Michael McDonald, zdopingowany zastojem w rozwoju aplikacji (ostatnia stabilna wersja pojawiła się w 2003) stworzył Adblock Plus – nową, znacznie rozszerzoną wersję, opartą na oryginalnym kodzie Adblocka. W styczniu 2006 Wladimir Palant całkowicie przepisał aplikację, czyniąc z niej nowy, samodzielny projekt. Zaletą Adblock Plus była dużo szybsza praca oraz możliwość subskrybowania filtrów blokujących reklamy.
27 listopada 2012 wydano pierwszą wersję stabilną Adblock Plus dla systemu Android. 13 sierpnia 2013 wydano pierwszą stabilną wersję Adblock Plus dla przeglądarki Internet Explorer.

## Funkcje
Rozszerzenie umożliwia filtrowanie treści reklamowych w postaci plików graficznych, animacji Flash czy wyskakujących okien z wyświetlanych stron internetowych. Możliwe jest blokowanie całych serwisów, wybranych elementów strony, klas i identyfikatorów CSS wraz z wyszczególnieniem ich atrybutów. Możliwe jest używanie wyrażeń regularnych co bardzo ułatwia tworzenie filtrów.
- Szybkie usuwanie niepożądanych treści z kodu stron (reklam, bannerów itp.).
- Tworzenia białych list (dwa symbole @ przed filtrem).
- Blokowanie na podstawie adresu pojedynczych oraz wielu obiektów (za pomocą systemu wieloznaczników oraz wyrażeń regularnych).
- Łatwy import i eksport zestawu filtrów.

Eyeo Gmbh, producent Adblock Plus, było krytykowane za odpłatne umieszczenie niektórych wydawców reklam na białych listach.